# Belfonds
Belfonds ist eine Gemeinde im französischen Département Orne in der Normandie. Sie gehört zum Arrondissement Alençon und zum Kanton Sées. Nachbargemeinden sind Mortrée im Südwesten und im Nordwesten, Macé im Nordosten, Sées im Südosten und La Ferrière-Béchet im Westen.

## Geschichte
Der Bischof Latuin errichtete gegen das Ende des 4. Jahrhunderts im Wald von Cléray bei Belfonds ein Oratorium.

### Bevölkerungsentwicklung
| Jahr      | 1962 | 1968 | 1975 | 1982 | 1990 | 1999 | 2008 | 2015 | 2020 |
| --------- | ---- | ---- | ---- | ---- | ---- | ---- | ---- | ---- | ---- |
| Einwohner | 331  | 292  | 250  | 213  | 207  | 218  | 173  | 208  | 204  |

## Sehenswürdigkeiten

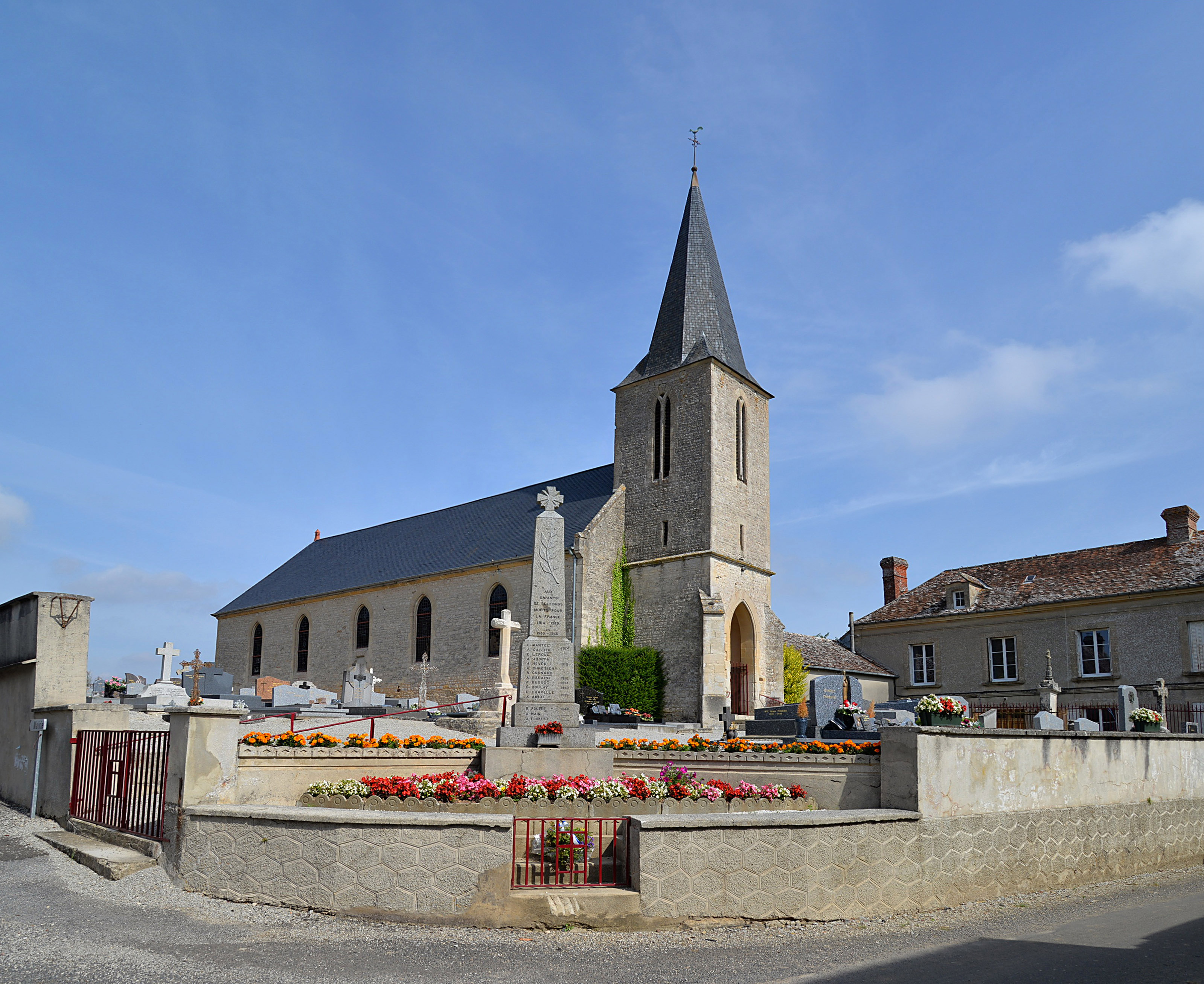
Kirche Notre-Dame
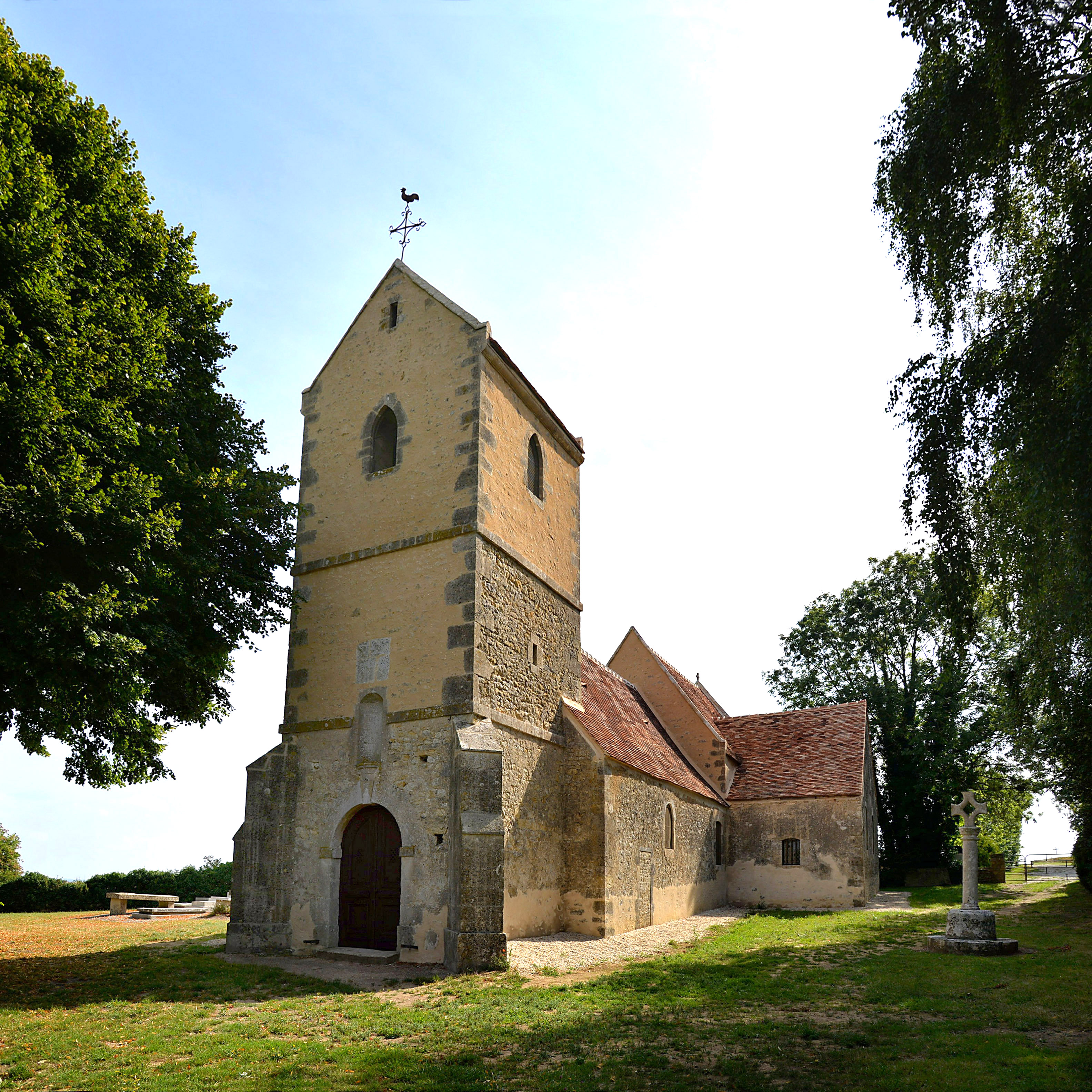
Kirche Saint-Latuin im Ortsteil Cléray, Monument historique
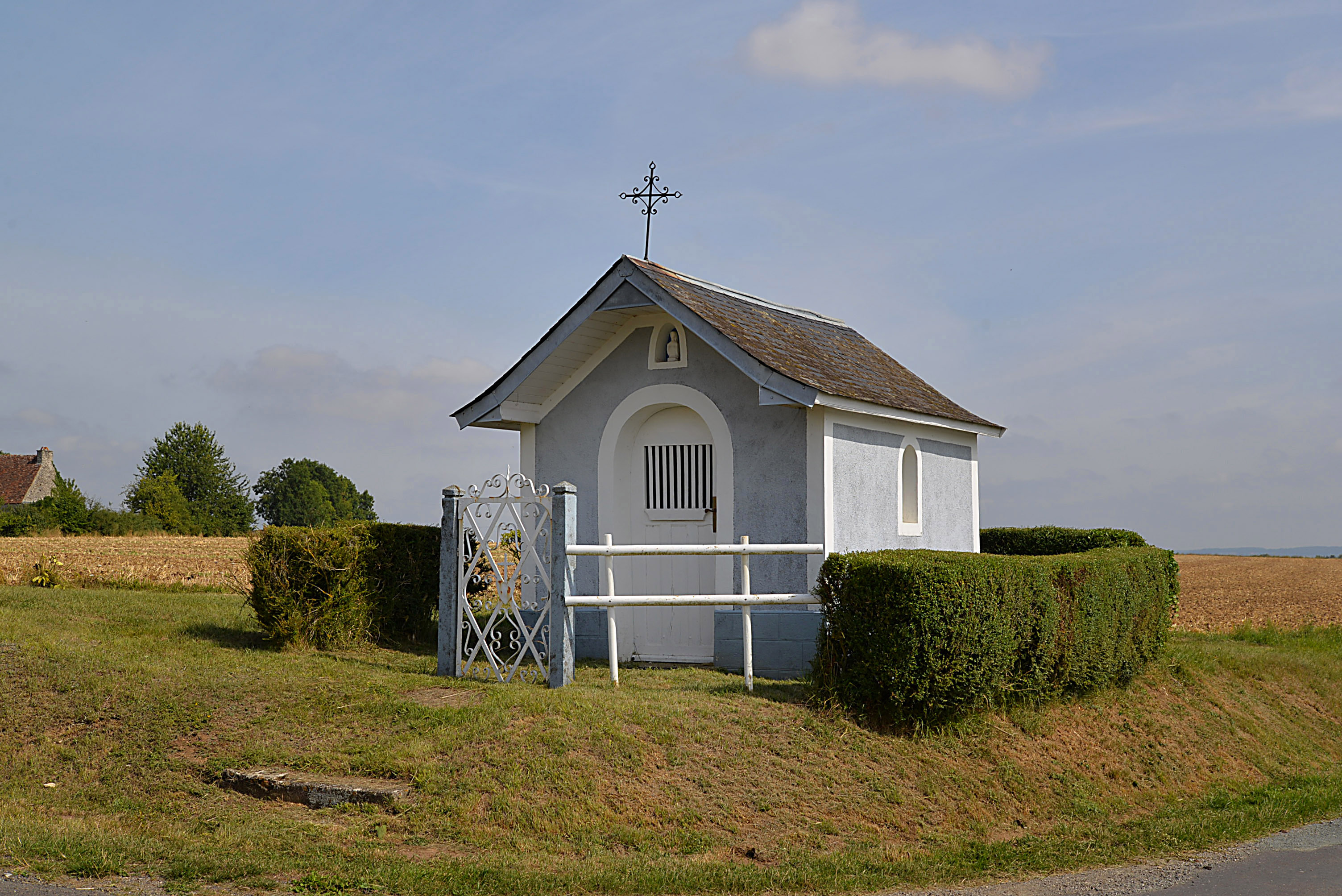
Kapelle Saint-Clair

- Kirche Notre-Dame
- Kirche Saint-Latuin
- Kapelle Saint-Clair